# Puhti
Puhti is een bestuurslaag in het regentschap Ngawi van de provincie Oost-Java, Indonesië. Puhti telt 3010 inwoners (volkstelling 2010).